# Nuevo Necaxa
Necaxa är en ort i Mexiko.   Den ligger i kommunen Juan Galindo och delstaten Puebla, i den sydöstra delen av landet, 150 km nordost om huvudstaden Mexico City. Necaxa ligger 1 353 meter över havet och antalet invånare är 8 375.
Terrängen runt Necaxa är huvudsakligen kuperad, men åt nordväst är den bergig. Runt Necaxa är det ganska tätbefolkat, med 192 invånare per kvadratkilometer. Närmaste större samhälle är Huauchinango, 6,2 km sydväst om Necaxa. I omgivningarna runt Necaxa växer i huvudsak blandskog.